# Akrokolioplax
Genre
Akrokolioplax est un genre de poissons téléostéens de la famille des Cyprinidae et de l'ordre des Cypriniformes. Le genre Akrokolioplax est mono-typique, c'est-à-dire qu'il n'est composé que d'une seule espèce, Akrokolioplax bicornis. L’espèce a été séparée du genre Epalzeorhynchos et placé dans le genre monotypique Akrokolioplax en 2006. Il est communément connu comme « barbeau "bihorned" ». Cette espèce ne possède pas de mesures de conservation connus et peut-être menacées par des plans de barrages sur la rivière Salween. L’espèce se rencontre en Chine, Birmanie et Thaïlande.
Ce poisson atteint jusqu'à 15 ou 16 centimètres de longueur. Il est principalement gris-noir avec des rayures moyennement prononcé, le ventre est blanc grisâtre. La nageoire caudale est grise avec un bord inférieur noir. Le museau est conique. L’espèce se distingue des Epalzeorhynchos par la position des lobes rostraux sur le museau.
Ce poisson vit le long et sur les fonds des rivières et se nourrit d'algues et de détritus.

## Liste des espèces
Selon FishBase (15 septembre 2015):
- Akrokolioplax bicornis (Wu, 1977)